# 179 v. Chr.
Portal Geschichte | Portal Biografien | Aktuelle Ereignisse | Jahreskalender | Tagesartikel

◄ |
3. Jahrhundert v. Chr. |
2. Jahrhundert v. Chr. |
1. Jahrhundert v. Chr. |
►

◄ | 190er v. Chr. | 180er v. Chr. | 170er v. Chr. | 160er v. Chr. |
150er v. Chr. |
►

◄◄ | ◄ | 182 v. Chr. | 181 v. Chr. | 180 v. Chr. | 179 v. Chr. |
178 v. Chr. |
177 v. Chr. |
176 v. Chr. |
► |
►►
Staatsoberhäupter

## Ereignisse
- Der Keltiberische Krieg endet mit einem Sieg der Römer.
- Quintus Fulvius Flaccus führt als Konsul der Römischen Republik Krieg gegen die Ligurer.
- Nach erfolglosen Vermittlungsversuchen durch römische Diplomaten besiegt Eumenes II. von Pergamon König Pharnakes I. von Pontos, der daraufhin einem Friedensschluss unter Rückgabe aller eroberten Gebiete und Reparationszahlungen zustimmen muss.

Tetradrachme des Perseus

- Perseus wird nach dem Tod seines Vaters Philipp V. König von Makedonien. Eine seiner ersten Amtshandlungen ist die Hinrichtung seines Verwandten Antigonos, zu dessen Gunsten Philipp angeblich kurz vor seinem Tod sein Testament noch ändern wollte.

## Geboren
- Dong Zhongshu, chinesischer Philosoph († 104 v. Chr.)
- Sima Xiangru, chinesischer Beamter und Dichter († 117 v. Chr.)

## Gestorben
- Liu Xiang, chinesischer Prinz
- Philipp V., König von Makedonien (* 238 v. Chr.)
- Antigonos, makedonischer Adeliger